# Яблоня низкая
Яблоня низкая, яблоня карликовая, или яблоня райская (лат. Malus pumila, [syn.  Malus paradisiaca]) — вид листопадных деревьев из рода яблоня семейства розовые (Rosaceae). Название является синонимом широко распространённого плодового дерева яблоня домашняя (Malus domestica).

## Статус
Низкорослые полукультурные яблони используемые в Европе в качестве подвоев для культурных сортов в 1768 году описаны под названием Malus pumila английским ботаником Филипом Миллером. Карл Линней их называл «райскими яблонями». В дальнейшем этот эпитет стал совершенно неопределённым.
Как показывает анализ литературы и гербариев, под названием M. pumila известны разнообразные виды и формы культурных и диких видов яблонь. Из комплекса форм, отнесённых разными авторами к этому виду, были выделены хорошо географически и морфологически отграниченные виды яблонь — Malus praecox, Malus siversii, Malus kirghisorum, Malus hissarica, Malus orientalis, Malus niedzwetzkyana.
В 1954 году помолог Ф. Д. Лихонос занимавшийся систематикой рода Malus писал: «Название низкая яблоня, которое было установлено Миллером для дусена и парадизки — широко известных карликовых подвоев яблони, потеряло со временем своё первоначальное значение и стало общим и совершенно неопределённым обозначением низкой яблони вообще».
Ботаник В. Т. Лангенфельд в своей монографии посвящённой эволюции яблони писал: «Malus pumila — не определённый вид, а лишь популяции одичавших яблонь с весьма неясным происхождением. Так как диагноз M. pumila содержит основные элементы, характерные для ксероморфных, низких яблонь, то не случайно эпитет M. pumila из-за недостаточной изученности других низких яблонь получил неоправданно широкое применение. Особенно часто им пользуются садоводы, нередко называя все низкорослый яблони Европы, Кавказа, Передней и Средней Азии и даже Китая M. pumila.»

## Биологическое описание
Небольшие деревья высотой около 5 метров с прямым сильным стволом и раскидистыми ветвями. Зеленые очередные листья сидят на черешках, листовые пластинки с прожилками. Цветки обоеполые розового или белого цвета, диаметром около 2,5 см.
Дерево естественным образом распространено в Западной и Центральной Азии, в Восточной Европе, культивируется повсюду как декоративное садовое растение. Существует несколько сортов, порой описываемых как разновидности, например Malus pumila var. niedzwetzkyana c пурпурной окраской побегов и цветков.
Синонимы:
- Malus domestica auct. non Borkh.
- Malus communis Poir.
- Malus dasyphylla Borkh.
- Malus niedzwetzkyana Dieck ex Koehne — Яблоня Недзвецкого
- Malus paradisiaca (L.) Medik. — Яблоня райская, или райская яблоня
- Malus praecox Borkh.
- Pyrus malus L.
- Pyrus niedzwetzkyana (Dieck) Hemsl.
- Pyrus praecox Pall.
- Pyrus pumila (Mill.) Steud.